# Jordhy Thompson
Jordhy Eduardo Thompson Dávila (Antofagasta, 10 de agosto de 2004) es un futbolista chileno que juega como extremo en el FC Oremburgo de la Liga Premier de Rusia.

## Trayectoria
Oriundo de Antofagasta, a los 7 años, fue descubierto por Héctor Tito Tapia jugando por el Club Impacto, siendo invitado a la Casa Alba, donde hospedan los jugadores de las inferiores de Colo-Colo, volviendo 4 años después para iniciar su proceso formativo.
Debutó profesionalmente a los 16 años en la goleada 5-1 en contra por parte de Ñublense, en partido válido por el torneo de Primera División 2021. A fines de 2021, firmó su contrato profesional con el club.

## Selección nacional
Debido a que su madre, Norma Dávila, es ecuatoriana, Thompson es elegible para representar tanto a Chile como Ecuador.
A nivel inferior, Thompson representó a Chile en el Campeonato Sudamericano de Fútbol Sub-15 de 2019. En diciembre de 2021 jugó tres partidos por la selección de fútbol sub-20 de Chile en la copa amistosa Rául Coloma Rivas, y en septiembre de 2022 jugó en la Costa Cálida Supercup. También participó en el torneo de fútbol en los Juegos Suramericanos de 2022.

## Estilo de juego
En 2023, el periodista Steffano Dueñas describió a Thompson como un extremo «desequilibrante, regateador, [y] con buen remate de media distancia», y el Centro Internacional de Estudios Deportivos lo señaló como el quinto jugador sub-23 con mayor aceleración del mundo.

## Vida personal
Es sobrino del exfutbolista Christian Thompson, que defendió los colores de Universidad de Chile y Deportes Antofagasta.

### Denuncias por violencia de género
El 15 de marzo de 2023, se viralizaron videos en redes sociales en los cuales agredía físicamente a su entonces pareja en reiteradas ocasiones en una discoteca. Tras la divulgación de los videos, es apartado indefinidamente de los entrenamientos del primer equipo de Colo-Colo. Sería reintegrado al primer equipo el 8 de abril, de cara al partido de Copa Chile ante Santiago City, pero el 17 de abril, se viralizarian en redes sociales nuevas agresiones físicas y psicológicas de Thompson a su ahora expareja. Además, se anunció que será formalizado por el primer caso, dentro del contexto de violencia intrafamiliar, siendo su audiencia el 9 de mayo.Durante la citada audiencia, el jugador aceptó una salida alternativa, con domicilio fijo, prohibición de acercarse a la víctima y el pago de 2 200 000 pesos chilenos por daños causados a bienes de la víctima.
El julio del mismo año, se compartieron imágenes de la pareja en un casino, donde aparentemente habrían retomado su relación. El 6 de noviembre, fue detenido por Carabineros tras haber intentado ahorcar a su pareja, siendo nuevamente separado del plantel del primer equipo de Colo-Colo.Fue puesto en prisión preventiva tras ser imputado por femicidio frustrado y desacato.

## Estadísticas

### Clubes
| Club              | Div           | Temporada     | Liga  | Liga  | Liga   | Copas nacionales | Copas nacionales | Copas nacionales | Torneos internacionales | Torneos internacionales | Torneos internacionales | Total | Total | Total  | Media goleadora |
| Club              | Div           | Temporada     | Part. | Goles | Asist. | Part.            | Goles            | Asist.           | Part.                   | Goles                   | Asist.                  | Part. | Goles | Asist. | Media goleadora |
| ----------------- | ------------- | ------------- | ----- | ----- | ------ | ---------------- | ---------------- | ---------------- | ----------------------- | ----------------------- | ----------------------- | ----- | ----- | ------ | --------------- |
| Colo-Colo · Chile | 1.ª           | 2021          | 3     | 0     | 0      | —                | —                | —                | —                       | —                       | —                       | 3     | 0     | 0      | 0.00            |
| Colo-Colo · Chile | 1.ª           | 2022          | 2     | 0     | 0      | —                | —                | —                | —                       | —                       | —                       | 2     | 0     | 0      | 0.00            |
| Colo-Colo · Chile | 1.ª           | 2023          | 15    | 3     | 2      | 7                | 2                | 0                | 5                       | 1                       | 0                       | 27    | 6     | 2      | 0.22            |
| Colo-Colo · Chile | Total club    | Total club    | 20    | 3     | 2      | 7                | 2                | 0                | 5                       | 1                       | 0                       | 32    | 6     | 2      | 0.19            |
| Orenburg · Rusia  | 1.ª           | 2024          | 10    | 1     | 0      | 2                | 1                | 0                | —                       | —                       | —                       | 12    | 2     | 0      | 0.14            |
| Orenburg · Rusia  | 1.ª           | 2024-25       | 2     | 0     | 0      | —                | —                | —                | —                       | —                       | —                       | 2     | 0     | 0      | 0.00            |
| Orenburg · Rusia  | Total club    | Total club    | 12    | 1     | 0      | 2                | 1                | 0                | 0                       | 0                       | 0                       | 14    | 2     | 0      | 0.14            |
| Total carrera     | Total carrera | Total carrera | 32    | 4     | 2      | 9                | 3                | 0                | 5                       | 1                       | 0                       | 46    | 8     | 2      | 0.18            |
| 1. 2. 3.          |               |               |       |       |        |                  |                  |                  |                         |                         |                         |       |       |        |                 |

### Resumen estadístico
| Competición               | Partidos | Goles | Asistencias |
| ------------------------- | -------- | ----- | ----------- |
| Primera División de Chile | 20       | 3     | 2           |
| Liga Premier de Rusia     | 12       | 1     | 0           |
| Supercopa de Chile        | 1        | 0     | 0           |
| Copa Chile                | 6        | 2     | 0           |
| Copa de Rusia             | 2        | 1     | 0           |
| Copa Libertadores         | 3        | 0     | 0           |
| Copa Sudamericana         | 2        | 1     | 0           |
| Total                     | 46       | 8     | 2           |

## Palmarés

### Títulos nacionales
| Título             | Equipo             | País  | Año  |
| ------------------ | ------------------ | ----- | ---- |
| Supercopa de Chile | C. S. D. Colo-Colo | Chile | 2022 |
| Primera División   | C. S. D. Colo-Colo | Chile | 2022 |
| Copa Chile         | C. S. D. Colo-Colo | Chile | 2023 |